# Камінські піщаники
Камі́нські піща́ники — геологічний заказник місцевого значення в Україні. Об'єкт природно-заповідного фонду Сумської області. 
Розташований у межах Кролевецького району Сумської області, при південній околиці села Камінь.

## Опис
Площа 2,5 га. Статус надано згідно з рішенням облвиконкому від 31.12.1980 року № 704. Перебуває у віданні Камінської сільської ради. 
Статус надано для збереження місця виходу на денну поверхню стійких до ерозії пісковиків. Територія заказника охоплює ділянку правого берега річки Сейм.